# Nušl (cráter)

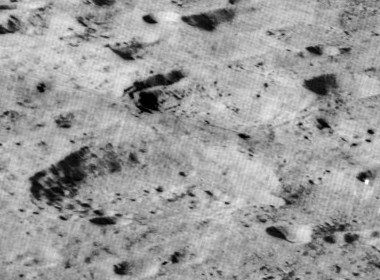
Imagen oblicua de la misión Lunar Orbiter 2 con Trumpler debajo del centro y Nušl por encima del centro

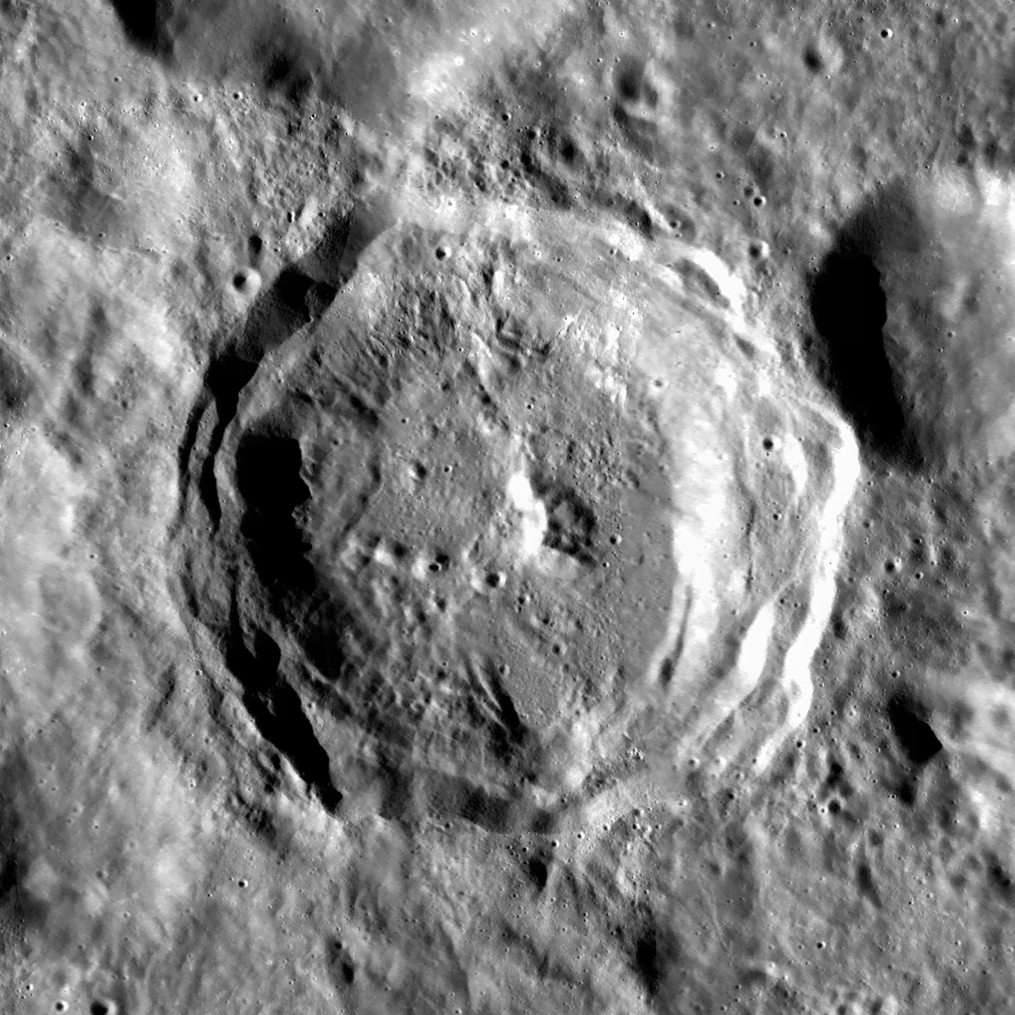
Fotografía de la misión Lunar Reconnaissance Orbiter

Nušl es un cráter de impacto que se encuentra en la cara oculta de la Luna, justo al norte del cráter Trumpler, y al oeste de Shayn.
|  |

El diámetro del cráter es de 61 km y su profundidad media es de 3,8 km, pero la gama completa de alturas (desde el punto más bajo del suelo hasta el punto más alto del borde) alcanza los 5,2 km.
Se estima  que pertenece al Período Ímbrico Superior, con una antigüedad comprendida entre 3800 y 3200 millones de años. Su brocal aparece levemente erosionado, y posee algunas estructuras aterrazadas en su pared interna. El pequeño cráter satélite Nušl E está unido al borde exterior del cráter principal en su sector este-noreste. El suelo interior es relativamente plano, con un pico central alargado cerca del punto medio. Nušl solo contiene pequeños cráteres, siendo el más grande de 1,5 km de diámetro. No posee afloramientos de lava, grietas o un sistema de marcas radiales.

## Cráteres satélite
Por convención estos elementos son identificados en los mapas lunares poniendo la letra en el lado del punto medio del cráter que está más cerca de Nušl.
|      | \| Nušl \| Coordenadas \| Diámetro \| \| ---- \| ------------------------------ \| -------- \| \| E \| 32°48′N 169°00′E / 32.8, 169.0 \| 26,5 km \| \| S \| 31°12′N 164°06′E / 31.2, 164.1 \| 42 km \| \| Y \| 34°12′N 166°48′E / 34.2, 166.8 \| 51 km \| |          |
| Nušl | Coordenadas | Diámetro |
| E    | 32°48′N 169°00′E / 32.8, 169.0 | 26,5 km  |
| S    | 31°12′N 164°06′E / 31.2, 164.1 | 42 km    |
| Y    | 34°12′N 166°48′E / 34.2, 166.8 | 51 km    |